# Werchowoje
Werchowoje (russisch Верховое, deutsch Schacken, auch: Galwoszen 1936–1938 Gallwoschen, 1938–1945 Sandwalde, litauisch Šakiai und Galvužiai) ist ein verlassener Ort in der russischen Oblast Kaliningrad. Er befindet sich im Rajon Krasnosnamensk am Nordufer der Szeszuppe.

## Geschichte

### Schacken
54° 59′ 31,0″ N, 022° 22′ 57,0″ O

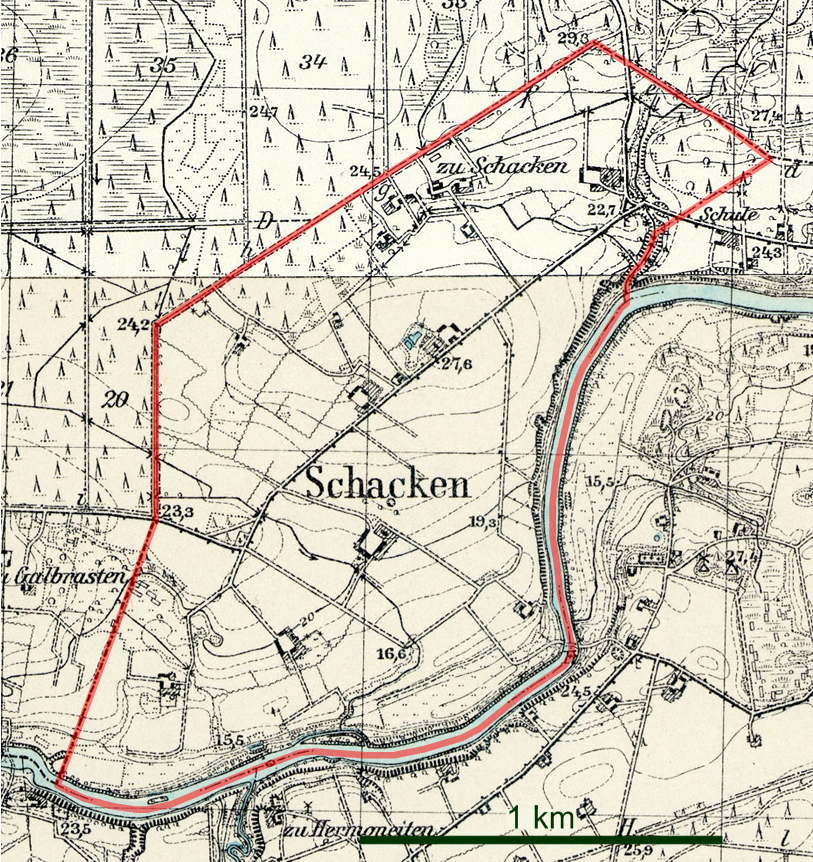
Die Landgemeinde Schacken auf zwei Messtischblättern von 1927 und 1935

Schacken war im 18. Jahrhundert ein königliches Bauerndorf. Im Jahr 1874 wurde die Landgemeinde Schacken in den neu gebildeten Amtsbezirk Tuppen im Kreis Pillkallen eingegliedert.
1945 kam der Ort in Folge das Zweiten Weltkriegs mit dem nördlichen Ostpreußen zur Sowjetunion.

#### Einwohnerentwicklung
| Jahr | Einwohner |
| ---- | --------- |
| 1867 | 80        |
| 1871 | 77        |
| 1885 | 76        |
| 1905 | 87        |
| 1910 | 93        |
| 1933 | 82        |
| 1939 | 81        |

### Galwoszen (Sandwalde)
54° 59′ 56,0″ N, 022° 25′ 32,0″ O

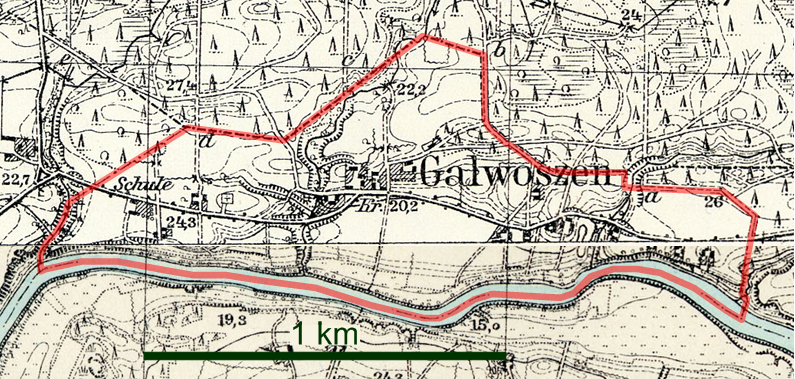
Die Landgemeinde Galwoszen auf zwei Messtischblättern von 1927 und 1935

Auch das östlich von Schacken gelegene Galwoszen war im 18. Jahrhundert ein königliches Bauerndorf. Die Landgemeinde Galwoszen gelangte ebenfalls 1874 in den Amtsbezirk Tuppen. 1936 wurde die Schreibweise des Ortsnamens in Gallwoschen geändert und 1938 erfolgte die Umbenennung in Sandwalde.
1945 kam der Ort zur Sowjetunion.

#### Einwohnerentwicklung
| Jahr | Einwohner |
| ---- | --------- |
| 1867 | 93        |
| 1871 | 85        |
| 1885 | 115       |
| 1905 | 93        |
| 1910 | 91        |
| 1933 | 77        |
| 1939 | 79        |

#### Söhne und Töchter des Ortes
- Erich Dirwelis (1921–2001), Generalmajor der Nationalen Volksarmee der Deutschen Demokratischen Republik

### Werchowoje
Im Jahr 1947 erhielt der Ort Schacken die russische Bezeichnung Werchowoje und wurde gleichzeitig dem Dorfsowjet Liwenski selski Sowet im Rajon Krasnosnamensk zugeordnet. In der Folge wurde auch das ehemalige Galwoszen/Sandwalde mit zu Werchowoje gezählt und war dessen Besiedlungsschwerpunkt. 1954 gelangte Werchowoje in den Timofejewski selski Sowet. Verlassen wurden das ehemalige Schacken spätestens Anfang der 1970er Jahre und das ehemalige Galwoszen/Sandwalde spätestens in den 1980er Jahren. Der Ort Werchowoje wurde vor 1988 aus dem Ortsregister gestrichen.

## Kirche
Schacken und Galwoszen/Sandwalde gehörten zum evangelischen Kirchspiel Trappönen.

## Schule
Galwoszen/Sandwalde war Schulort.